# Вилья-Мерседес
Вилья-Мерседес (исп. Villa Mercedes) — город в Аргентине, второй по численности населения в провинции Сан-Луис.

## История
Поселение было основано губернатором Хусто Дарактом в декабре 1856 года в качестве гражданско-военного форта для защиты территории от нападений коренных племен ранкель и расширения территории страны на юг, точнее до берегов Рио-Кинто. Первоначальное название было изменено в 1861 году на Вилья-Мерседес по решению жителей, которые приняли Деву Милосердия (Вирхен-де-лас-Мерседес) в качестве своей покровительницы.
Поселение стало быстро расти после того, как в 1875 году до города дошла железнодорожная ветка от Вилья-Мария на центральной аргентинской линии между городами Росарио и Кордовой. Построенная государственной компанией Ferrocarril Andino, линия была продлена до Сан-Хуана в 1885 году через Сан-Луис и Мендосу.
Вилья-Мерседес была официально объявлена городом в 1896 году.

## Географическое положение
Город лежит на высоте 550 метров над уровнем моря. Он расположен в центрально-восточной части провинции, на левом берегу Рио-Кинто, в 32 км от границы с провинцией Кордова, на национальной трассе 148 и недалеко от пересечения национальных трасс 8 и 7. Национальная трасса 7 связывает город со столицей провинции Сан-Луис, которая находится в 90 км к северо-западу.

## Климат
Климат Вилья-Мерседес по классификации Кёппена определяется как влажный субтропический (Cwa),  с летними температурами до 43ºC в январе и умеренной или холодной зимой с температурой июля около 12ºC.
| Показатель                                                  | Янв.  | Фев. | Март | Апр. | Май  | Июнь | Июль | Авг. | Сен. | Окт. | Нояб. | Дек.  | Год   |
| ----------------------------------------------------------- | ----- | ---- | ---- | ---- | ---- | ---- | ---- | ---- | ---- | ---- | ----- | ----- | ----- |
| Средний суточный максимум, °C                               | 29,9  | 29,1 | 27,0 | 23,4 | 20,0 | 17,0 | 16,5 | 19,0 | 21,2 | 24,4 | 27,0  | 29,2  | 23,7  |
| Средняя температура, °C                                     | 22,5  | 21,4 | 19,4 | 15,2 | 11,4 | 8,1  | 7,3  | 9,5  | 12,3 | 16,4 | 19,3  | 21,8  | 15,4  |
| Средний суточный минимум, °C                                | 14,9  | 13,9 | 12,3 | 7,8  | 3,7  | 0,2  | −0,9 | 0,8  | 3,7  | 8,2  | 11,2  | 14,0  | 7,5   |
| Норма осадков, мм                                           | 120,2 | 90,4 | 86,0 | 54,4 | 26,4 | 6,7  | 16,3 | 13,4 | 32,2 | 49,5 | 76,6  | 117,0 | 689,1 |
| Источник: Datos bioclimáticos de 173 localidades argentinas |       |      |      |      |      |      |      |      |      |      |       |       |       |

## Персоналии
- Леонардо Балерди — аргентинский футболист, защитник клуба «Олимпик Марсель» и сборной Аргентины
- Карлос Вашингтон Пастор — аргентинский военный и государственный деятель, министр иностранных дел